# Plagiotremus azaleus
Plagiotremus azaleus is een  straalvinnige vissensoort uit de familie van naakte slijmvissen (Blenniidae). De wetenschappelijke naam van de soort (oorspronkelijke naam: Runula azalea) is voor het eerst geldig gepubliceerd in 1890 door Jordan & Bollman.
De soort werd aangetroffen in de Stille Oceaan in de Galapagoseilanden.

De soort staat op de Rode Lijst van de IUCN als niet bedreigd, beoordelingsjaar 2007. De omvang van de populatie is volgens de IUCN stabiel.